# 12P/Pons-Brooks
12P/Pons-Brooks, komet komet Halleyjeve vrste, objekt blizu Zemlji.